# Statsutskottet (Sverige)
Statsutskottet var ett mäktigt utskott i Sveriges riksdag under tvåkammarriksdagen. 
Statsutskottet fanns redan under ståndsriksdagen. År 1772 inrättades ett riksdagsutskott som enligt samma års regeringsform skulle förevisa konungen statsverkets tillstånd. Detta utskott fick namnet Statsutskottet. Med 1809 års regeringsform och 1810 års riksdagsordning framträder ett statsutskott som var utredningsorgan åt riksdagen i ärenden rörande statsregleringen. 1866 års riksdagsordning fastställde antalet ledamöter till 24. År 1909 överflyttades två av riksstatens huvudtitlar till andra utskott.
Med tvåkammarriksdagens upphörande 1970 försvann även Statsutskottet, vars siste ordförande var moderatledaren Gösta Bohman.
Här nedan kommer en ofullständig förteckning på Statsutskottets ordförande.

## Statsutskottets ordförande 1867–1970
- Karl Didrik Hamilton 1810
- Fredrik Bogislaus von Schwerin 1828–1830
- Johan Carl Åkerhielm 1853–1854
- Arvid Posse 1867–1875
- Carl Ekman 1876–1880
- Emil Key 1881–1882
- Gustaf Sparre 1883–1895
- Christian Lundeberg 1896–1900
- Hugo Tamm 1901
- Christian Lundeberg 1902–1903
- Hugo Tamm 1904–1907
- Gottfrid Billing 1908–1912
- Fredrik Wachtmeister 1913–1914
- Carl Swartz 1915–1917
- Axel Ekman 1917
- Herman Kvarnzelius 1918–1932
- N.n. 1933
- Anders Andersson i Råstock 1934–1936
- Petrus Gränebo 1937–1939
- Anders Andersson i Råstock 1940
- Johan Bernhard Johansson i Fredrikslund (h) 1941–1949
- Martin Skoglund i Doverstorp (h) 1950–1960
- Ernst Staxäng (h) 1961–1964
- Gösta Bohman (m) 1965–1970

## Statsutskottets vice ordförande 1867–1970
- Olof Immanuel Fåhraeus 1867
- Ludvig af Ugglas 1868
- Fredrik Alexander Funck 1869–1874
- Jules Stjernblad 1875
- Johan Nordenfalk 1879–1880
- Gustaf Sparre 1881–1882
- Carl Ifvarsson 1883–1889
- Liss Olof Larsson 1890
- Sven Nilsson i Everöd 1891
- Anders Persson i Mörarp 1892–1895
- Olof Jonsson i Hov 1896
- Hans Andersson i Västra Nöbbelöv (senare Skivarp)  1909–1911
- Axel Ekman 1912–1917
- Otto Strömberg 1917
- Bernhard Eriksson i Grängesberg 1918–1920
- Anders Andersson i Råstock 1920–1933
- Felix Hamrin 1934
- C.A. Carlsson 1935–1936
- Per Gustafsson i Benestad 1940
- Conrad ”Conke” Jonsson 1941–1943
- Algot Törnkvist 1944–1947
- Ernst Eriksson  1948
- Karl Ward 1949–1956
- Gustaf Karlsson 1957
- Sven Ohlon 1957–1958
- Emil Näsström 1958–1968
- Birger Andersson 1969–1970